# 太古集團
太古集團（英語：Taikoo Swire Group），1816年成立於英國利物浦，起初公司名称叫利物浦進出口公司，創辦人是約翰·施懷爾（John Samuel Swire）和理查·巴特菲爾德（Richard Shackleton Butterfield），歷經兩個世紀的發展，今日太古集團已是一個多元化的環球集團，旗下核心業務多設於亞太區，其中香港及中国大陆為太古業務的主要營運地。太古的亞洲業務由集團旗下上市公司太古股份有限公司持有；而在世界其他地方，包括英國、美國、澳洲、巴布亞新畿內亞、東非、西非及東南亞，許多業務均由母公司英國太古集團有限公司直接持有。
英國太古集團總部設於英國，負責制定及指引集團的整體業務策略，並為集團及其附屬公司提供招聘、僱用及培訓員工等多項服務。集團在世界各地僱用逾十萬名員工。

## 集團分號

### 太古股份有限公司
太古股份有限公司（前称太古洋行公司）（港交所：19（A股）、港交所：87（B股）、LSE：SWRA（A股），OTCBB：SWRAY
）是一家綜合企業集團的控股公司，香港「同股不同權」公司之一。
太古股份有限公司是太古集團於香港、中國内地及其他地區各主要業務的控股公司。於2023年6月香港太古集團有限公司持有其 60.31%之權益及控制公司股份附帶約 68.13%之投票權。太古公司的業務分屬三個核心部門 （地產、飲料及航空），經營多種不同範疇的業務。太古股份有限公司是香港上市公司太古地產及國泰航空的主要股東。
太古股份有限公司在1940年在香港註冊，前稱、，董事局主席為白德利。

### 英國太古集團公司
英國太古集團公司（John Swire & Sons Ltd.）是太古集團的最終控股公司，負責統籌太古集團的整體政策，為各地區總部提供管理及諮詢服務。總部位於英國倫敦，現任主席為施納貝。英國太古集團的附屬公司包括太古輪船公司（Swire Shipping）、Swire Energy Services Ltd.、Steamships Trading Company以及James Finlay Ltd.等等。
而另一批施懷雅家族後人施銘倫、施維新則分別擔任行政總裁及董事會成員。

### 香港太古集團公司
香港太古集團公司（John Swire & Sons（H.K.）Limited）在香港註冊，是母公司英國太古集團公司的全資附屬公司，現任董事局主席為白德利。香港太古集團旗下的太古股份有限公司是一家在香港交易所上市的綜合企業。

### 太古船運
太古船運是总部位于新加坡的太古集團的全资船运部门，在新加坡以China Navigation Company名稱運營。该公司持有新西兰Quadrant Pacific 67%的股份，为林业和石油行业提供第三方代理服务，以及畜牧业服务。

### 太古汽車集團
太古汽車集團（Taikoo Motors Group）起源於太古公司貿易部門於1978年開始於台灣進口Volvo客車、卡車與巴士，為太古汽車集團奠定基礎，並於1997年正式成立太古汽車，目前於台灣、香港提供服務，產品包括客車、商用車、大型重型機車及一般機車。

#### 台灣
太古汽車集團目前在台灣經銷業務包括福斯客車、福斯商用車、馬自達客車、賓士客車及中古車；進口代理品牌包括Volvo卡車、Volvo巴士、Volvo重型機械、UD卡車、伟士牌摩托車、哈雷摩托車，並擁有重型汽車組裝廠，組裝Volvo卡車、巴士及UD卡車。

#### 香港
太古汽車集團在香港及澳門是Volvo卡車和UD卡車的獨家進口商以及Volvo巴士的正式經銷商。

#### 集團成員
| 區域 | 公司         | 業務                                                 |
| ---- | ------------ | ---------------------------------------------------- |
| 台灣 | 太古國際汽車 | 福斯汽車、商用車經銷業務                             |
| 台灣 | 太古商用汽車 | Volvo卡車及巴士、Volvo重型機械總代理、UD卡車經銷業務 |
| 台灣 | 標鎰汽車     | 福祉車改裝與開發、福祉車設備代理                     |
| 台灣 | 太古鼎翰     | 哈雷摩托車總代理                                     |
| 台灣 | 運通汽車     | 伟士牌摩托車總代理                                   |
| 台灣 | 德冠汽車     | 賓士汽車經銷業務                                     |
| 台灣 | 標達汽車     | 馬自達汽車經銷業務                                   |
| 香港 | 躍達汽車     | Volvo卡車及巴士、UD卡車                              |

## 歷史
1816年，约翰·施怀雅在英格兰利物浦开設纺织厂，並且在西印度群岛、美国之間做進出口贸易。1847年，约翰·施怀雅去世，家裡的生意由長子约翰·撒缪尔·施怀雅和次子威廉·哈德逊·施怀雅繼承，其后公司更名为施怀雅父子公司（John Swire & Sons）。1861年，美国爆发南北戰爭，施怀雅父子公司的事業受到了沉重打击。於是施怀雅兄弟开始將事業转向中国市场。约翰·萨缪尔·斯怀尔决定与理查德·沙克
尔顿·巴特菲尔德（Richard Shaekleton Butterfield）一位来自约克郡的羊毛制品商合伙创办一家对华贸易洋行。

### 名稱由來
有傳聞指約翰·施懷雅（John Swire）的兒子約翰·森美·施懷雅（John Samuel Swire）一直想為Swire找一個中文名字，有一回在農曆新年間，當他乘船駛經一條村莊時，發現村莊內差不多每戶的門前都掛了寫着「大吉」兩個字的揮春，因此他認定「大吉」必然是一個「好」名字。不過，由於他不諳漢字，誤將「大吉」寫為「太古」，於是Swire的中文名字就變成太古了。
然而，官方解釋則指「太古」二字是在1866年，由時任英國駐上海領使密迪樂在太古洋行於上海開業時，特意為公司所取。並稱密迪樂是希望「太古」會成為巧妙的視覺雙關語，為公司帶來吉祥的意義。
不過，這個傳說只是美麗的誤會。鍾寶賢教授說，1909年太古首位負責文案的先生詹士‧司各特在回憶錄透露，太古之名是來自漢學家出身的英國駐上海領事梅多斯（Thomas Taylor Meadows），他從中國古籍中獲得靈感，選了太、古兩個字給Butterfield & Swire作為中文名稱。太取自太初，古源自盤古，合起來有宏博、亙古之意。

### 略覽
1866年11月26日約翰·森美·施懷雅（John Samuel Swire）由十六鋪碼頭進入上海。一個禮拜後就同合夥人成立新公司Butterfield & Swire，處所在福州路四川路口的吠禮查洋行(Fletcher & Co)。1866年12月3日，《北华捷报》上刊登的太古洋行开张启事。太古洋行主要从事商品贸易。後再於1872年始創上海太古輪船公司，船隊有江輪 4艘，主營業務就由出入口貿易轉向航運業。發展過程中，曾先後與美商旗昌輪船公司、中國輪船招商局進行過激烈競爭。1878年後再數次與招商局、英商怡和輪船公司等訂立代理協議，躋身中國航運業務。至1908年船公司增有各類輪船60餘艘，到1933年再增至87艘。在中國大陸各口岸陸續擁有碼頭，倉庫和駁船隊等各種資產，與後續其他不同經營實體一起形成組織嚴密的資本集團。
初期航運以長江、大陸沿海和日本各航線為主，後期擴大到南洋群島和澳大利亞，同時在長江上還經營龐大的駁運業務，也為各國商號代理各種貨物的購銷業務，發展為遠東著名的資本集團。對日抗战期间，太古洋行只剩下重庆分行坚持营运。战争期间，部分太古船只被日军击毁，幸存的船队四散。1948年，國共內戰期間，太古购入国泰航空的45%股权。從1866年到1951年，太古洋行（含太古輪船公司）除上海外，還在青島、煙台、大連、營口、天津、塘沽、張家口、寧波、汕頭、廣州、南京、蕪湖、安慶、九江、漢口、沙市、宜昌、重慶、長沙、梧州等城市設分行或碼頭貨棧，經營進出口貿易和輪運業，同時在上海介入規模龐大保險業務，另在香港、爪哇、菲律賓建制糖廠，專設船隊進行全球糖業貿易。

### 大事記

#### 1816年—1941年
| 年份       | 事記 |
| ---------- | --- |
| 1816年     | 約翰‧施懷雅（John Swire，1793-1847）在英國利物浦開設進出口業務。 |
| 1832年     | 正式命名為約翰·施懷雅父子公司 （John Swire & Sons Co.） |
| 1861年     | 約翰·施懷雅父子公司開始透過代理Augustine Heard & Co.與中國進行貿易。 |
| 1866年     | 與R.S. Butterfield在上海合夥建立Butterfield & Swire （後稱太古洋行）。 |
| 1867年     | 太古洋行於橫濱開設分公司。 |
| 1868年     | 巴特菲爾德退出太古洋行。 |
| 1870年     | 太古洋行在香港開設分公司。 |
| 1872年     | 太古輪船公司在上海成立，1874年廣東商人鄭觀應作為本地合夥人入股並擔任總經理，通過鄭在航運領域所積累社會關係負責打通中國航運渠道及經營長江航線，及後更將網絡擴展至日本、東南亞及澳洲。 |
| 1881年     | 太古糖業公司正式註冊成立。 |
| 1882年     | 太古洋行在汕頭開設辦事處。 |
| 1893年     | 太古糖廠投入運作。 |
| 1900年     | 在香港鰂魚涌開始興建太古船塢。 |
| 1907年     | 太古船塢開業。 |
| 1933年     | B&S與Pinchin & Johnson於上海合資成立永光漆廠（Orient Paint, Colour & Varnish Co.）。                                                                                                 |
| 1941- 45年 | 第二次世界大戰幾乎將太古完全摧毀。一九四五年，香港受到炮彈襲擊，太古煉糖廠和太古船塢在戰火蹂躪下變成頹垣敗瓦，太古輪船超過三十艘船隻被掠去或沉沒。                                   |

#### 1946年—1989年
| 年份   | 事記 |
| ------ | --- |
| 1946年 | 創辦太古貿易公司（Swire & Maclaine Ltd.）。 |
| 1947年 | 太古船塢首期重建工程完成。 |
|        | Pacific Air Maintenance and Supply Company（PAMAS，又名太平洋飛機修理補給公司）於香港成立。                                                                    |
| 1948年 | 太古收購國泰航空公司45%股權。 |
|        | 永光漆廠（Orient Paint）遷港，並與Duro Paint Manufacturing Co.合併，成爲太古國光公司。                                                                         |
| 1950年 | 太平洋飛機修理補給公司（PAMAS）與怡和飛機維修公司（Jardine Air Maintenance）合併，組成香港飛機工程有限公司（Hong Kong Aircraft Engineering Co., Ltd.；港機）。 |
| 1959年 | 太古船塢及工程公司於香港股票市場上市。 |
| 1962年 | 國泰航空購入康維爾880飛機，正式進入噴射機時代。 |
| 1965年 | 太古收購可口可樂香港專營公司－香港汽水廠（Hongkong Bottlers Federal）。                                                                                        |
| 1967年 | 國泰航空與香港上海大酒店公司成立Air Caterers Ltd。 |
| 1972年 | 太古地產公司成立。 |
|        | 太古與香港黃埔船塢公司合併成立香港聯合船塢集團，兩間公司的拖船隊則合併成為香港打撈及拖船公司。                                                                 |
|        | 太古購入現代貨箱碼頭公司股權。 |
| 1974年 | 太古船塢結業後留下的空殼公司Taikoo Swire更名爲太古股份有限公司（Swire Pacific Limited）。                                                                      |
| 1975年 | 太古成立合資補給船公司Swire Northern Offshore，並進軍離岸石油及天然氣業。                                                                                      |
|        | 原糖廠及船塢舊址開始發展為太古城。 |
|        | 國泰航空收購雅潔洗衣公司股權。 |
| 1976年 | 太古購入James Finlay Limited近三成股權，該公司及後於2000年成爲太古的全資附屬公司。                                                                             |
| 1977年 | 太古購入巴布亞新畿內亞Steamships Trading Company的股份，該綜合企業從事船務、運輸、地產、酒店及生產業務。                                                       |
| 1978年 | 太古在美國開展飲料及地產業務，並於鹽湖城取得首個美國可口可樂裝瓶業務專營權。                                                                                   |
|        | Swire Northern Offshore更名為太古海洋開發集團。 |
| 1979年 | 國泰航空購引入首架波音747-200型飛機。 |
| 1980年 | 國泰航空開辦倫敦航線。 |
| 1982年 | 太古城中心第一期啟用。 |
| 1983年 | 貿易部門取得台灣富豪汽車代理權。 |
|        | 太古收購香港馬拉松體育用品連鎖店。 |
| 1984年 | 香港空運貨站成立香港空運服務，為空運業提供輔助性服務。 |
| 1986年 | 國泰航空於香港上市。 |
|        | 太古地產開始在香港發展太古廣場，該發展項目包括三座甲級辦公樓、一個購物商場及四間五星級酒店。                                                                   |
|        | 太古城中心購物商場落成。 |
| 1987年 | 中信泰富收購國泰航空公司12.5%股權。 |
| 1989年 | 可口可樂邀請太古飲料合作，使可口可樂在中國絕跡近四十年後，重返中國内地市場。太古飲料獲授予數個專營區域，並在其後十年間，在七個省份建立生產設施及經銷系統。     |

#### 1990年—1999年
| 年份   | 事記 |
| ------ | --- |
| 1990年 | 太古及國泰航空購入港龍航空35%股權。 |
| 1991年 | 太古地產開始於鰂魚涌發展太古坊。 |
| 1993年 | 國泰航空飲食服務成立，將Swire Air Caterers Ltd及國泰航空其他航空飲食設施的業務併入該公司。                                                                                      |
|        | 太古地產與中信泰富合資發展又一城，各佔50%權益。 |
| 1994年 | 太古收購台灣可口可樂公司。 |
|        | 與中華航空公司合組華膳空廚。 |
|        | 國泰航空收購全貨運航空公司香港華民航空75%股權。 |
| 1995年 | 港機工程與勞斯萊斯公司合組香港航空發動機維修服務公司。 |
|        | 香港空運貨站獲批一項專營權，經營全球規模最大的貨運站，每年可處理貨物260萬噸。                                                                                                   |
|        | 國泰航空與港龍航空接收首架空中巴士A330型客機。 |
|        | 西安中萃漢斯食品公司開設可口可樂廠。 |
|        | 太古海洋開發與Production Testers International合資成立Swire Production Testers（Pte）， 提供嶄新方法開發近岸油田。                                                              |
|        | 太古地產與另外4個主要發展商（即恒基兆業、恒隆、新鴻基地產和新世界發展）以等額權益組成的財團，獲批發展東涌地鐵站第一期地皮，共發展3700多個住宅單位、一間酒店、零售及辦公室樓面。 |
| 1996年 | 廈門太古飛機工程公司於廈門啟用。 |
|        | 港機工程獲批20年的專營權，於香港國際機場經營業務。 |
|        | 國泰航空首次接收空中巴士A340型及波音777型飛機。 |
|        | 由香港機場服務公司演變而成的香港機場地勤服務公司成立，該公司現時由國泰航空公司全資擁有，於香港國際機場經營地勤服務。                                                            |
|        | 國泰航空公司向香港上海大酒店購入於國泰航空飲食服務的其餘25%股權。 |
|        | Swire Properties Inc.（75%）與文華東方於美國邁亞密合資發展一間酒店。 |
|        | 杭州中萃食品與鄭州太古可口可樂飲料開設新的可口可樂汽水廠。 |
| 1997年 | 太古汽車公司取得香港及中國內地（除中國西部）的富豪汽車分銷權。 |
|        | 中國最大規模的非碳酸飲料廠太古飲料（東莞）公司開業。 |
|        | 太古地產亦與新鴻基地產合作發展原紹榮鋼鐵廠地皮，興建共5,000多個住宅單位的屋苑（即維景灣畔），另外亦購得美國邁亞密市中心碧琪箕一幅佔地5.2公頃的土地，用以發展寫字樓及住宅。      |
| 1998年 | 國泰航空接收首架波音777-300型飛機。 |
|        | 太古在越南成立太古公司的全資附屬公司Swire Pacific Cold Storage。 |
|        | 太古、新鴻基地產和中華汽車公司取得西灣河地皮。 |
|        | 卜內門太古漆油（上海）於上海浦東開設廠房。 |
|        | 合肥太古可口可樂飲料公司、廈門太古可口可樂飲料有公司及廣東太古可口可樂公司廠房啟用，另外台灣太古可口可樂亦增設第二間廠房。                                                      |
|        | 又一城開幕 |
|        | 太古地產與新鴻基地產（30%）及 中華巴士持有的 Island Communication Enterprises（20%）合資購入愛秩序灣一幅地皮。                                                                  |
| 1999年 | 廈門太古飛機工程公司於廈門開設第二個雙機位機庫。 |
|        | 山東太古飛機工程公司開設維修設施。 |
|        | 標達企業公司收購福士汽車的台灣經銷權。 |
|        | 太古汽車取得Kia的台灣經銷權。 |
|        | 國泰航空向富麗華酒店企業公司收購雅潔洗衣公司餘下35%權益，使後者成為國泰航空的全資附屬公司。                                                                                     |

#### 2000年至现代
| 年份   | 事記 |
| ------ | --- |
| 2000年 | 太古地產購入毗鄰太古坊一幅位於英皇道981號的地皮，並命名為康橋大廈。 |
|        | 香港空運貨站推出「超級中國幹線」，提供高速貨車運輸服務，轉運往來香港國際機場與廣州白雲機場的空運貨物。                                                                                                |
|        | 南京中萃食品公司的可口可樂汽水廠擴充廠房。 |
| 2001年 | 太古地產（55%）與廣州日報（45%）就發展廣州天河區一個多用途綜合大樓簽訂諒解備忘錄。 |
| 2002年 | 國泰航空向信德集團收購其持有的華民航空25%權益，使這家全貨運航空公司成為國泰的全資附屬公司。 |
|        | 太古地產與廣州日報簽訂協議書，投資40億人民幣興建多用途發展項目太古匯—廣州報業文化廣場。 |
|        | 國泰航空與敦豪國際簽訂一份聯營合作協議，根據協議，DHL收購國泰航空旗下全資附屬公司華民航空30%股權，華民航空是一家全貨運航空公司。與此協議有關的一項宣佈，指DHL將於香港國際機場發展及營運速遞貨運中心。 |
| 2003年 | 廈門太古飛機工程公司第三個機庫投入運作。 |
|        | 香港空運服務公司與香港機場管理局合作成立一所聯營公司，於中國深圳福田保稅區運作一間空運貨物集散物流中心。                                                                                              |
|        | 太古公司與中國東方航空股份公司組成一家合營公司，各佔一半股權。新公司名為上海東航太古投資公司，主要從事中國內地機場管理及相關服務的投資。                                                              |
|        | 國泰航空向敦豪國際再出售10%華民航空股權，經此交易後，華民航空的60%股權由國泰航空擁有，40%由DHL擁有。                                                                                                  |
|        | 太古公司全數出售現代貨箱碼頭的股份予九龍倉集團及招商局國際。 |
| 2004年 | 國泰航空購入中國國際航空10%股權。 |
|        | 廣東太古可口可樂惠州公司於惠州仲愷高新技術產業開發區開始興建一間新的裝瓶廠。 |
|        | 太古地產完成太古廣場3座的興建工程。 |
|        | 港機工程收購新航工程公司於廈門太古飛機工程公司餘下持有的5%股權，於廈門太古飛機工程公司持有的股權增至54.55%。                                                                                          |
|        | 國泰航空率先開辦不停站來往香港及紐約市的新航班服務。 |
|        | 廈門太古飛機工程公司參與波音747-400型特別貨機改裝計劃。 |
|        | 廈門太古飛機工程公司開始興建第4個飛機庫。 |
|        | 太古地產增持太古匯—廣州報業文化廣場股份，持股量由55%增至97%。 |
|        | 國泰航空將成為波音公司最新由客機改裝而成的波音747-400「特別貨機」的首位顧客。 |
| 2005年 | 太古可口可樂香港收購健康工房於香港的即飲飲料業務。 |
|        | Puma在九龍西尖沙咀廣東道25號海港城港威大廈成立分公司。 |
|        | 太古汽車獲委託為福士商用車的台灣獨家進口商。 |
|        | 港機工程與機場管理局簽訂協議，於香港國際機場興建第2個機庫。 |
|        | 國泰航空開辦每日一班往上海的貨運航班。 |
| 2006年 | 國泰航空全面收購港龍航空，令港龍成為其全資附屬公司。 |
| 2008年 | 太古地產宣佈成立太古酒店進軍酒店業務。 |
| 2011年 | 太古地產完成以188億港元出售又一城100%權益給淡馬錫旗下豐樹產業。 |
|        | 太古汽車旗下躍達汽車公司取得意大利快意、愛快羅密歐和Abarth香港代理權。 |
| 2012年 | 太古汽車取得富豪、大實力和雷諾商用車的香港代理權。 |
| 2014年 | 太古食品收購重慶新沁園食品公司百分之六十五股權 ，該公司是中國西南部一家主要的烘焙連鎖企業，於重慶、貴陽及成都擁有約四百六十家分店。                                                                   |
| 2017年 | 太古集團的香港歷史檔案服務（Swire HK Archive Service）紀錄著公司的機構記憶（corporate memory）和港人集體記憶的一部分。                                                                                |
| 2017年 | 太古集團旗下太古旅遊出售予內地商人孔健岷。 |
| 2018年 | 香港飛機工程有限公司（「港機」）成爲太古公司的全資附屬公司。 |
|        | 太古集團旗下太古國光控股100%權益及及阿克蘇諾貝爾太古漆油40%權益售予阿克蘇諾貝爾。 |
| 2019年 | 國泰航空收購香港快運，令香港快運成為其全資附屬公司。 |
| 2022年 | 太古可口可樂收購越南及柬埔寨的可口可樂裝瓶業務。 |
| 2023年 | 太古向大股東英國太古集團，出售美國太古可口可樂全部股份，折合約304億港元，預期可錄得228億元收益。 |

### 引用
1. ↑  . 太古集團.   [2019-09-08]. （原始内容存档于2019-07-02） （英语）.
2. ↑  .   [2024-09-28]. （原始内容存档于2019-06-13）.
3. ↑  香港公司註冊處
4. 1 2
5. ↑  . 香港電台.   [2024-06-26]. （原始内容存档于2024-06-26） （中文（香港））.
6. ↑  .   [2016-05-29]. （原始内容存档于2016-06-24）.
7. ↑  穿越200年的历史，讲述太古与中国的紧密关系_信德海事网
8. ↑  太古洋行 （页面存档备份，存于） 上海月份牌 - 家乡网
9. ↑  . www.whcbs.com.   [2020-12-29].
10. ↑   （页面存档备份，存于） 太古檔案　保存資料　回饋社會
11. ↑  太古旅遊5月易手 新老闆為合景泰富主席 （页面存档备份，存于）2017年10月13日，蘋果日報
12. ↑  太古賣資產 「英資影響降」 （页面存档备份，存于）都市日報，2017年10月18日
13. ↑  太古出售「多樂士」漆油業務權益　拍檔阿克蘇諾貝爾接手 （页面存档备份，存于）香港01，2018年12月13日
14. ↑  . 星島日報. 2023-06-28  [2023-06-29]. （原始内容存档于2023-06-29）.

## 外部連結
- 官方网站
- 太古股份公司 （页面存档备份，存于）